# Susana Guízar
Susana Guízar Navarrete (Pátzcuaro, Michoacán, México; 17 de agosto de 1920 - Ciudad de México; 3 de junio de 1997), fue una actriz y cantante mexicana de ascendencia francesa e italiana, muy popular a principios de los 40, justo cuando el cine mexicano vivía su época de auge. También destacó su trayectoria en Cuba y Venezuela.

## Biografía
De ascendencia francesa e italiana, Susana Guízar Navarrete nace el 17 de agosto de 1922 (otras fuentes citan 1920) en Pátzcuaro, Michoacán, prima del compositor Pepe Guízar Morfín, y del actor y cantante Tito Guízar Tolentino, quien ya era muy famoso en toda América. Cuando Susana mostró interés en el cine y gracias a él, René Cardona -a quien conoció durante su estancia en Estados Unidos- le da un pequeño papel en la cinta La reina del río (1939), con tan buena fortuna que poco después sustituye a Nancy Torres en el protagónico de la película Calumnia (1939). Es aquí donde muestra sus otras dotes, además de la actuación: el canto y el manejo de la guitarra. 
En muy poco tiempo Susana se convierte en primera figura y actúa en buenas películas como Ni sangre ni arena (1941)  de Alejandro Galindo, con Mario Moreno "Cantinflas" en su mejor etapa, Del rancho a la capital (1942) con Pedro Armendáriz y Carlos López Moctezuma, Alejandra (1942) con Sara García, Arturo de Córdova y Rafael Baledón, Jesusita en Chihuahua (1942), con un debutante Pedro Infante, que lograba un tercer crédito en esta cinta, El abanico de Lady Windermere (1944), La casa de la zorra (1945), con un elenco de lujo que incluía, además de a la Guizar a Ricardo Montalbán, Isabela Corona, Andrea Palma y Roberto Cañedo, El socio (1946) de Roberto Gavaldón y La norteña de mis amores (1948) con Luis Aguilar.
A finales de los años cuarenta, los productores empiezan a ofrecerle papeles que no iban con su categoría de estrella y acepta películas en las que el protagonismo era para sus compañeras, por lo que decide retirarse definitivamente en 1952 con la película Póker de ases de René Cardona, su padrino cinematográfico y actuando con David Silva, Rebeca Iturbide y Luis Aguilar. De su vida privada solo se sabe que se casó tres veces, una con un jugador profesional de jai alai, otra con Félix Arreguin Vélez y por último con el bachiller Álvaro Gálvez y Fuentes. Falleció alejada del mundo de la farándula, el 3 de junio de 1997 en la Ciudad de México.

## Filmografía

### Cine
- Juntos pero no revueltos (1939)